# VV DOS in het seizoen 1961/62
Het seizoen 1961/1962 was het achtste jaar in het bestaan van de Utrechtse betaaldvoetbalclub DOS. De club kwam uit in de Nederlandse Eredivisie en eindigde daarin op de 10e plaats. Tevens deed de club mee aan het toernooi om de KNVB Beker, hierin werd in de kwartfinale verloren van PSV (1–5).

## Wedstrijdstatistieken

### Eredivisie
|       | ADO   | Ajax  | Blauw-Wit | DWS/A | Sportclub Enschede | Feijenoord | Fortuna '54 | GVAV  | MVV   | NAC   | PSV   | Rapid JC | Sparta | Volendam | De Volewijckers | VVV   | Willem II |
| ----- | ----- | ----- | --------- | ----- | ------------------ | ---------- | ----------- | ----- | ----- | ----- | ----- | -------- | ------ | -------- | --------------- | ----- | --------- |
| Thuis | 2 – 2 | 2 – 2 | 2 – 0     | 2 – 2 | 2 – 3              | 0 – 0      | 2 – 3       | 2 – 1 | 3 – 3 | 2 – 3 | 1 – 1 | 5 – 0    | 3 – 2  | 6 – 2    | 4 – 1           | 1 – 1 | 3 – 1     |
| Uit   | 1 – 2 | 3 – 2 | 2 – 1     | 0 – 0 | 3 – 4              | 3 – 0      | 2 – 2       | 3 – 0 | 1 – 1 | 2 – 0 | 0 – 1 | 3 – 3    | 0 – 0  | 4 – 0    | 3 – 0           | 3 – 2 | 2 – 1     |

### KNVB Beker
| 3e ronde                                           | DOS                                                    | 3 – 1 (1 – 1)                                    | Elinkwijk                                                                      |
| 28 april 1962 Plaats: Utrecht Amsterdamsestraatweg | Theo Verkuyl 12' Wim Visser 70' Bert Theunissen 85'    |                                                  | 9' Jan de Jongh                                                                |
| Tussenronde                                        | DOS                                                    | 4 – 3 (2 – 0, 3 – 3) Na verlenging               | ADO                                                                            |
| 23 mei 1962 Plaats: Utrecht Galgenwaard            | Bert Theunissen 24', 63' Tonny van der Linden 26', 94' |                                                  | 52' Lex Rijnvis 51', 81' Carol Schuurman                                       |
| 4e ronde                                           | DOS                                                    | 2 – 2 (2 – 2, 2 – 2) Na verlenging+strafschoppen | DWS/A                                                                          |
| 31 mei 1962 Plaats: Utrecht Galgenwaard            | Tonny van der Linden –', 20'                           |                                                  | Wim de Kreek Jos Vonhof                                                        |
| Kwartfinale                                        | DOS                                                    | 1 – 5 (1 – 2)                                    | PSV                                                                            |
| 6 juni 1962 Plaats: Utrecht Galgenwaard            | Wim Visser 44'                                         |                                                  | 1' Willie Heesakkers 11' Jan Louwers 53', 83' Pierre Kerkhoffs 78' Wim Wolbers |

## Statistieken DOS 1961/1962

### Eindstand DOS in de Nederlandse Eredivisie 1961 / 1962
| Stand | Gespeeld | Gewonnen | Gelijk | Verloren | Punten | Doelpunten voor | Doelpunten tegen |
| ----- | -------- | -------- | ------ | -------- | ------ | --------------- | ---------------- |
| 10e   | 34       | 10       | 12     | 12       | 32     | 61              | 62               |

### Topscorers
| #      | Naam                 | Goal |
| ------ | -------------------- | ---- |
| 1.     | Tonny van der Linden | 17   |
| 2.     | János Hanek          | 16   |
| 3.     | Bert Theunissen      | 9    |
| 4.     | Wim Visser           | 7    |
| 5.     | Gerard Weber         | 6    |
| 6.     | Gerard van Wiggen    | 3    |
| 7.     | Hennie Nederhand     | 1    |
| 7.     | Martin Okhuijsen     | 1    |
| 7.     | Nol de Ruiter        | 1    |
| Totaal | Totaal               | 61   |

| #      | Naam                 | Goal |
| ------ | -------------------- | ---- |
| 1.     | Tonny van der Linden | 4    |
| 2.     | Bert Theunissen      | 3    |
| 3.     | Wim Visser           | 2    |
| 4.     | Theo Verkuyl         | 1    |
| Totaal | Totaal               | 10   |